# Trivialnost (matematika)
Trivialnost je izraz, ki se uporablja v nekaterih strokovnih primerih za enostavne preskuse in definicije. Izraza trivialnost in trivialen se pogosto uporabljata za objekte, ki imajo preprosto strukturo (trivialni objekti).

## Trivialne in netrivialne rešitve
V matematiki se izraz trivialen uporablja za objekte, ki imajo zelo preprosto strukturo (trivialni objekti). 
Primeri:
- prazna množica je množica, ki ne vsebuje nobenega člana.
- trivialna grupa je grupa, ki vsebuje samo nevtralni element
- trivialni kolobar je tisti kolobar, ki je definiran nad množico, ki ima samo en element

Trivialen uporabljamo tudi za rešitve enačb, ki imajo zelo preprosto strukturo, ne moremo pa teh enačb zanemariti ali izpustiti. Takšne rešitve imenujemo trivialne rešitve. 
Primer: Obravnavajmo diferencialno enačbo z obliko
{\displaystyle y'=y}
kjer je  
- {\displaystyle y=f(x)} funkcija, katere odvod je y′.

Trivialna rešitev enačbe je 
{\displaystyle y=0}, kar je ničelna funkcija
Netrivialna rešitev pa je 
y (x) = ex kar je  eksponentna funkcija.